# 7Q6

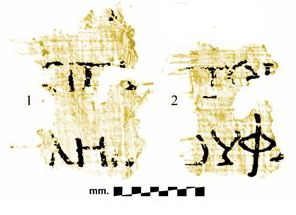
Dwa fragmenty oznaczane jako 7Q6,1 i 7Q6,2

7Q6 – rękopis spisany na pergaminie w języku greckim znaleziony w grocie 7 w Kumran, należący do zwojów znad Morza Martwego. Jest on datowany na około 100 rok p.n.e. Zachowały się dwa fragmenty rękopisu oznaczane cyframi 1 i 2. Tekst rękopisu nie został zidentyfikowany.
W 1972 roku José O’Callaghan zidentyfikował te dwa fragmenty jako pochodzące z około 100 roku n.e. i zawierające fragment Ewangelii Marka 4:28 (7Q6,1) oraz Dziejów Apostolskich 27:38 (7Q6,2). Informacja, że wśród rękopisów znad Morza Martwego znaleziono fragmenty Nowego Testamentu została podana do wiadomości publicznej. Jednak opinia ta została odrzucona przez społeczność uczonych a identyfikacja O’Callaghana została uznana za błędną. W czasopismach pojawiła się seria krytyki. Identyfikację dokonaną przez José O’Callaghana zakwestionowali: Maurice Baillet, P. Benoit, Colin Hemer, Colin Roberts i Kurt Aland.
W tym samym roku C.H. Roberts zaproponował identyfikację fragmentu 7Q6,1 jako część Psalm 34:28 lub Przypowieści 7:12-13, a fragment 7Q6,2, jako część Izajasza 18:2. Identyfikacja O’Callaghana jest problematyczna choćby z tego powodu, że zachowane fragmenty są zbyt krótkie by móc je zidentyfikować z dużą dozą prawdopodobieństwa. Fragmenty te zawierają zaledwie cztery lub trzy jasno określone litery. Choć niepodważalna identyfikacja tekstu wydaje się niemożliwa powszechnie uważa się, że fragmenty 7Q6 nie reprezentują tekstu ksiąg Nowego Testamentu.